# Artificial Language
Artificial Language é uma banda estadunidense de metal progressivo de Fresno, Califórnia fundada no final de 2015 pelos guitarristas Victor Corral e Charlie Robbins, o baixista Josh Riojas, o tecladista Jonathon Simpson e o baterista Jeron Schapansky, todos vindos da região oe Central Valley. O vocalista Shay Lewis, de Rhode Island, juntou-se a eles mais tarde.
As músicas são principalmente escritas por Charlie, com os membros restantes dando suas sugestões. Shay e Victor Corral escrevem as melodias e conceitos vocais. Eles citam Steven Wilson, Between the Buried and Me, Dream Theater e Danny Elfman como influências.

## História
Todos os membros, exceto o vocalista Shay Lewis, se conheceram na cena musical local de Fresno. Shay veio de Rhode Island para se juntar a eles mais tarde, depois que eles divulgaram sua busca por um vocalista.
Depois de trabalhar nele por 3 ou 4 anos, a banda lançou seu álbum de estreia The Observer em 28 de abril de 2017. Ele foi precedido pelo single "These Aren't Mirages", lançado cinco dias antes. O álbum acompanha um observador "que realmente não entende a humanidade [...] assistindo mais de 6 eventos diferentes que acontecem ao longo da duração do álbum e eventualmente anseia pela condição humana".
Em uma crítica para a revista Prog, Chris Cope disse que a banda "acertou muito, muito" para um álbum de estreia.
Em 13 de abril de 2019, eles lançaram o single "Trail of Lights" e anunciaram seu segundo álbum, Now We Sleep, que foi lançado em 17 de maio e contou com Michael Lessard (The Contortionist) como vocalista convidado na faixa-título. Now We Sleep foi incluído entre as "menções honrosas" da lista da PopMatters de melhores álbuns de rock/metal progressivo daquele ano e foi considerado um dos "álbuns surpresas do ano" pela Sonic Perspectives.

## Membros
- Shay Lewis - vocais (2015 - atualmente)
- Charlie Robbins - guitarra solo[4] (2015 - atualmente)
- Victor Corral - guitarra base[4] (2015 - atualmente)
- Josh Riojas - baixo (2015 - atualmente)
- Jonathon Simpson - teclados (2015 - atualmente)
- Jeron Schapansky - bateria (2015 - atualmente)

## Discografia

### Álbuns de estúdio
- The Observer (2017)
- Now We Sleep (2019)

### Singles
- "These Aren't Mirages" (2017)
- "Trail of Lights" (2019)